# میل‌فورد (شهرستان دکاتور، ایندیانا)
میل‌فورد  (به انگلیسی: Milford) یک منطقهٔ مسکونی در ایالات متحده آمریکا است که در شهرستان دکاتور، ایندیانا واقع شده‌است. میل‌فورد دیکاتور کانتی ۱۲۱ نفر جمعیت دارد و ۲۵۶٫۹۵ متر بالاتر از سطح دریا واقع شده‌است.